# Sky Records
La Sky Records era un'etichetta discografica indipendente specializzata in krautrock e musica elettronica.

## Storia
La Sky Records venne fondata ad Amburgo nel 1976 da Günter Körber, già compositore della Metronome Musik, succursale dell'influente Brain. La Sky Records scritturò musicisti come i Cluster, Thirsty Moon, Michael Rother, Conrad Schnitzler e Asmus Tietchens. A partire dagli anni 1990, la Sky iniziò a distribuire ristampe del suo catalogo.